# 아메리카촌 (와카야마현)
아메리카촌(일본어: アメリカ村 아메리카무라[*])은 와카야마현 히다카군 미하마정 미오의 통칭이다. 북미대륙으로 이민 간 사람들이 많은 마을로 알려져 있다.

## 개요
히노미사키의 동쪽 기슭에 있는 어촌 마을 미오는 경작이 불가능한 척박한 땅으로 주민들은 어업을 생업으로 삼아 살아왔다. 하지만, 에도 시대 말기부터 메이지 시대 초기에는 어장 쟁탈이 심하였고, 그 결과 주민들은 빈곤한 생활을 할 수밖에 없었다.
1888년 미오 출신 구노 기베에가 캐나다로 건너갔고, 밴쿠버 근교 어촌 마을 스티븐슨 부근의 프레이저강에 연어잡이가 번성하고 있다는 것을 고향마을에 알렸다. 이렇게 하여 1889년부터 미오의 주민들이 캐나다 스티븐슨으로 집단 이민을 하기 시작하였다. 1940년에 이르러 미오 출신 이민자의 수는 2000여명에 달하게 되어 캐나다의 일본계 이민사회에 큰 영향력을 행사하게 되었다. 어업과 임업에 종사하는 이민자들은 일하여 번 돈을 고향마을로 송금하였고, 곧 미오 마을은 부촌으로 변모하였다. 또, 고향마을로 시집을 오거나 장기 이민생활을 마치고 귀국한 사람들은 캐나다의 생활양식이 몸에 익어 서양의 산장형식으로 집을 짓기 시작했다. 이런 연유로 미오 마을은 아메리카촌으로 알려졌다.
그러나, 제2차 세계대전으로 일본인은 적대국의 주민으로 취급되어 재산이 몰수 된 후 일본으로 송환 또는 캐나다에서의 잔류를 선택하여야 했다. 잔류를 선택한 사람도 강제수용소에 수용되는 고초를 격어야 했다. 이 강제 수용은 일본이 패전한 후인 1949년까지 계속되었다. 미오 마을에 400명 이상이 일본인이 캐나다로부터 일본으로 송환되었다. 전쟁 중 미오 마을은 아메리카 촌으로 알려진 연유로 경찰의 감시를 받았고, 마을의 등대로 인하여 연합군의 공습을 받아 피해를 입기도 했다. 전쟁 후에도 캐나다로의 왕래가 허용되지 않아 송금도 중단되었고, 게다가 전장에서 귀향한 사람들로 인하여 인구가 증가해, 미오 마을은 식량난 등의 곤란한 상황에 놓이게 되었다.
1950년 미오 캐나다 연락회라는 단체가 결성되었고, 이들 단체의 활동도 있어 캐나다로의 왕래가 재개되었다. 1960년 무렵에는 거의 모든 송환자가 캐나다로 귀국하였다.
미오 마을은 캐나다에서 일을 마치고 고향으로 돌아온 이민자 마을의 성격을 띠고 있다. 그러나, 이민세대가 중첩되어 있고, 일본계 캐나다인으로 현지에 정착한 사람도 있어 미오 마을은 이들 캐나다인의 뿌리를 나타내는 땅으로 그 성격이 변하였다. 미오 마을과 인연이 있는 일본계 캐나다인은 약 5000명이라고 한다. 현재에도 미오 마을과 교류를 하고 있다. 근년에는 고령화 추세로 버려진 집들이 눈에 띄지만, 이들 집들의 경관은 관광자원으로 활용되고 있다.
히노미사키에는 캐나다 자료관이 건립되어 있고, 당시 캐나다 이민생활에 관한 자료가 전시되어 있다. 또, 마을 내에는 현재에도 《아메리카 촌》이라는 이름의 버스정류장이 있다.

## 같이 보기
- 일본계 캐나다인